# (1368) Numidie
(1368) Numidie (nom international (1368) Numidia) est un astéroïde de la ceinture principale, découvert le 30 avril 1935 par Cyril V. Jackson à l'observatoire de l'Union. Ses désignations temporaires sont 1935 HD, 1928 SN, 1931 JF, 1935 KB, 1936 QN et 1953 YK.